# Morris Albert
Morris Albert, eigentlich Maurício Alberto Kaisermann, (* 7. September 1951 in São Paulo) ist ein brasilianischer Sänger und Songschreiber.

## Leben
Albert wurde als Sohn einer österreichischen Einwandererfamilie geboren. Zu Beginn seiner musikalischen Laufbahn war er als Sänger und Gitarrist Mitglied in mehreren Bands. Nach dem Erfolg der ersten Single Feel the Sunshine nahm er 1974 unter dem Titel Feelings sein Debütalbum auf. Mit ihm erreichte er in seiner Heimat Platz 1 und hielt sich ein halbes Jahr in den Charts. Das als Single ausgekoppelte Titelstück bescherte Albert einen Welthit. Die Ballade drang im Sommer 1975 in die Top Ten der US-amerikanischen Billboard-Charts vor und verkaufte sich allein in den USA mehr als 300.000 Mal. Für seinen Erfolg wurde er 1976 für vier Grammy Awards nominiert. Später entstanden von Künstlern wie Ella Fitzgerald, Nina Simone, Frank Sinatra, Elvis Presley, Sarah Vaughan, Johnny Mathis und The Offspring eigene Interpretationen des Songs.
1988 bezichtigte der französische Songschreiber Loulou Gasté Albert des Diebstahls geistigen Eigentums. Feelings sei lediglich ein Plagiat seines Songs Pour toi. Gasté gewann den Prozess und erhielt 88 Prozent aller Tantiemen der Aufnahme.
Albert lebt heute zusammen mit seiner Familie in Italien. 2004 nahm er mit dem Song Cuore, einem Duett mit der Sängerin Mietta, am Sanremo-Festival teil.

## Auszeichnungen für Musikverkäufe
| Platin-Schallplatte - Kanada - 1976: für die Single Feelings |

Anmerkung: Auszeichnungen in Ländern aus den Charttabellen bzw. Chartboxen sind in ebendiesen zu finden.
| Land/RegionAuszeichnungen für Musikverkäufe (Land/Region, Auszeichnungen, Verkäufe, Quellen) | Gold  | Platin  | Verkäufe  | Quellen         |
| -------------------------------------------------------------------------------------------- | ----- | ------- | --------- | --------------- |
| Kanada (MC)                                                                                  | —     | Platin1 | 150.000   | musiccanada.com |
| Vereinigte Staaten (RIAA)                                                                    | Gold1 | —       | 1.000.000 | riaa.com        |
| Insgesamt                                                                                    | Gold1 | Platin1 |           |                 |